# Халід Сках
Халід Сках  (араб. Khalid Skah, 29 січня 1967) — марокканський легкоатлет, олімпійський чемпіон.

## Виступи на Олімпіадах
| Олімпіада      | Дисципліна           | Місце |
| -------------- | -------------------- | ----- |
| Барселона 1992 | біг на 10 000 метрів | 1     |
| Атланта 1996   | біг на 10 000 метрів | 7     |